# 中国2010年上海世界博览会印度馆
2010年上海世界博览会印度馆是2010年上海世博会上代表印度的展馆，位于A片区，占地面积4000平方米，主题为城市与和谐。

## 外观
印度馆的建筑灵感来自位于艾哈迈达巴德的Siddi Syed寺，所以，建筑风格充满了古印度特色。